# Orb-3D
Orb-3D is een videospel dat werd ontwikkeld door Software Toolworks en uitgegeven door Hi-Tech Expressions. Het spel kwam in oktober 1990 uit voor het platform Nintendo Entertainment System. 